# Ducson
Ducson fou una marca catalana de motocicletes de petita cilindrada i ciclomotors, fabricats a Mollet del Vallès entre 1954 i 1988 per l'empresa Industrias Ciclistas V. Solá, S.A. (abreujat I.C. Solá o ICSSA).
Els ciclomotors Ducson es caracteritzaren per la seva fiabilitat i prestacions, essent recordats com a uns dels més bonics i avançats tecnològicament mai fabricats.

## Història

### Els inicis

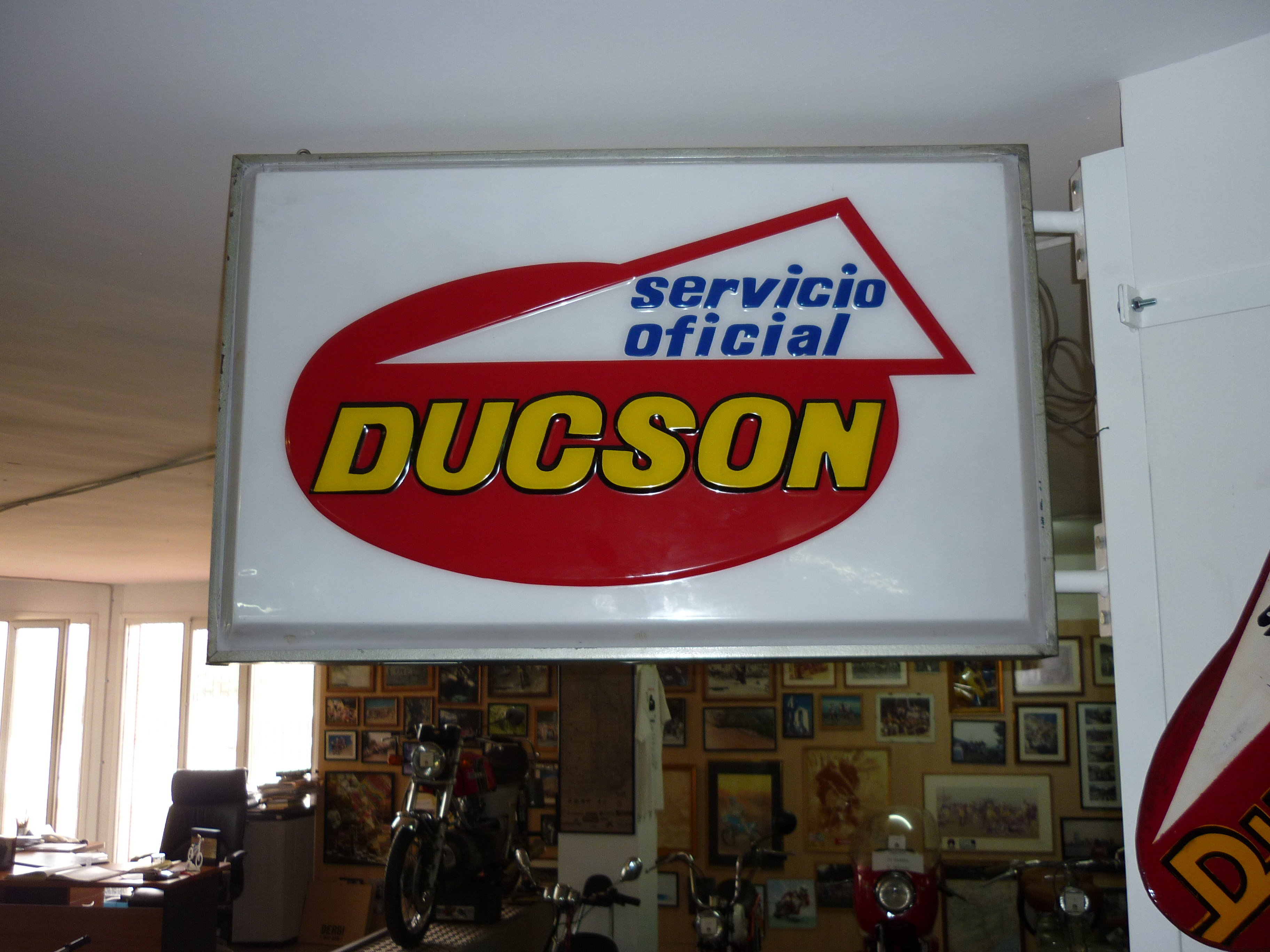
Antic rètol d'un servei oficial Ducson

La història d'ICSSA i la de Derbi, l'altre famós fabricant de motocicletes molletà, tenen un inici comú: El 1925, Simeó Rabasa fundà, juntament amb el seu cunyat Vicenç Solá, el taller de bicicletes Rabasa-Solá als baixos de Can Solà (casa situada davant l'església de Sant Vicenç, a Mollet del Vallès). Al cap de quatre anys, el 1929, Simeó Rabasa i Vicenç Solá tiraren cadascú per un costat: Rabasa muntà el seu taller, Bicicletas Rabasa (embrió de la futura Derbi), en uns terrenys de Martorelles i Solá es quedà als baixos de casa seva.
Cap a 1950, Solá creà l'empresa Industria Ciclista Vicente Solá, que canvià la seva denominació el 1957 a Industria Ciclista Solá, SA (ICSSA). El 1962, Vicenç Solá es jubilà i l'empresa passà a mans dels seus fills Andreu i Josep Solá i Rabasa.
L'empresa es consolidà durant anys en la producció de bicicletes, passant a començaments dels 50 a produir components per a la indústria auxiliar de la bicicleta, ciclomotor i motocicleta. Així, ICSSA es dedicà a fabricar elements de xapa estampada com ara quadres, parafangs, dipòsits i molts altres elements constitutius del món de les dues rodes, esdevenint el principal subministrador de forquilles de suspensió per a bicicletes dotades de motoret auxiliar (molt populars els anys 40 i 50).
Comptant ja amb la infraestructura necessària i aprofitant alguns dels elements de xapa que fabricava, la direcció prengué la decisió de presentar cap 1954 el primer ciclomotor Ducson. Aquest primer model comptava amb el popular motor Mosquito de l'època, de 49 cc, i transmissió mitjançant corró de contacte. El nom triat per Solá per al seu ciclomotor, "Ducson", no era cap acrònim de res ni tenia cap significat, simplement el va adoptar pel fet que sonava a anglès i, per tant, transmetia confiança i credibilitat en una època en què les motocicletes britàniques eren les més prestigioses.
L'any següent aquest model es veié substituït pel Setter (amb motor d'aquesta marca, fabricat a Elx), també de 49 cc, sense variants en el xassís però si en el canvi de motor.
Aquests dos intents donaren pas el 1958 a un nou model de ciclomotor, adoptant pràcticament el mateix xassís que el model anterior, però amb la incorporació de suspensió al darrere i un nou motor testat en la competició de ciclomotors.

### La Ducson Repris de 1960

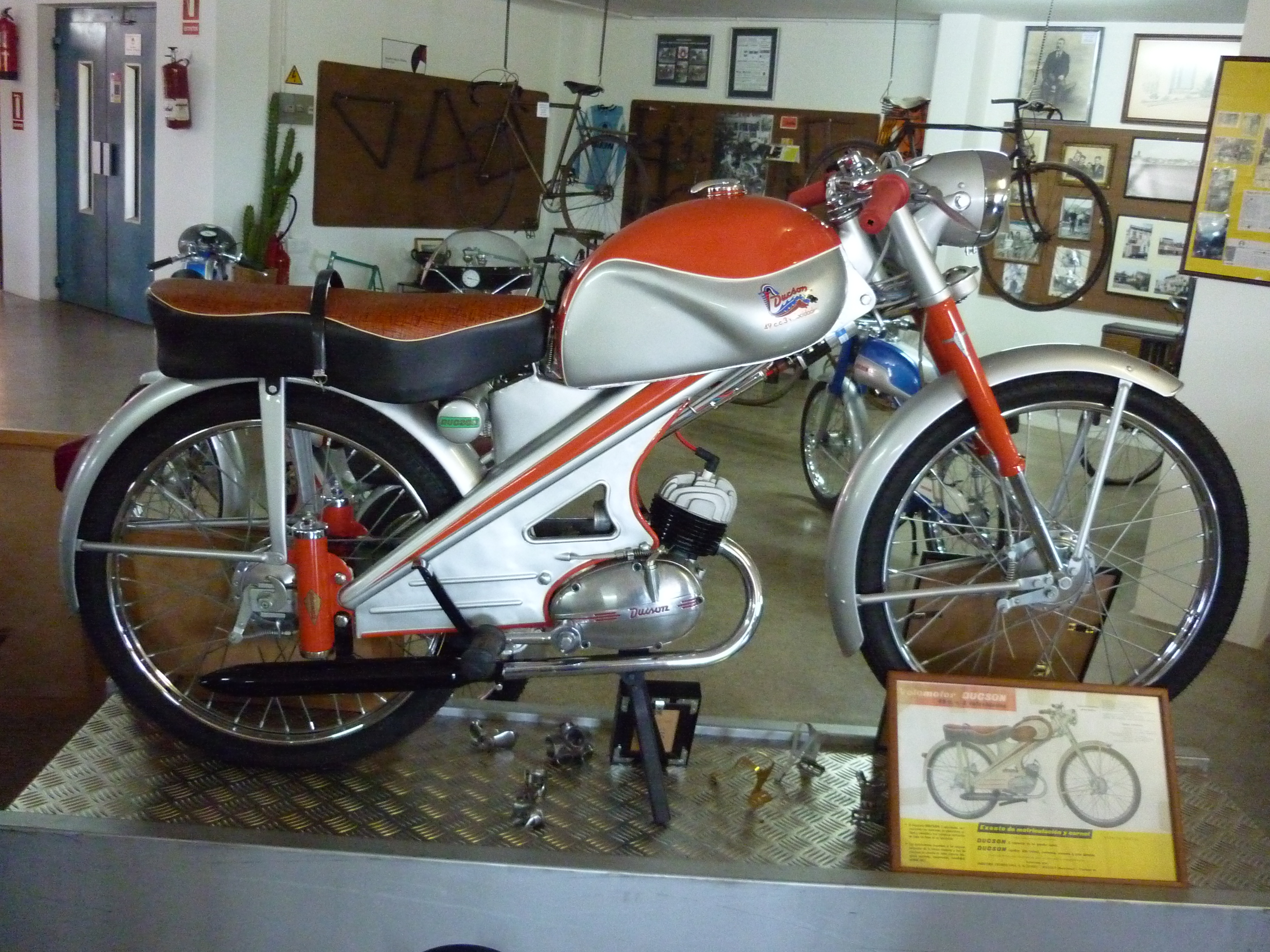
La Ducson Repris de 1960

L'any 1960 la marca comptava ja amb força experiència en competició, la qual cosa li permeté de realitzar un nou model, el Ducson Repris, també amb motor de 49 cc, que desenvolupava una potència de 3 CV i arribava als 80 km/h de velocitat màxima. Aquest model, amb xassís de planxa estampada, tingué gran acceptació degut al seu disseny d'avantguarda i elegant. La Repris era una de les motocicletes de petita cilindrada més ràpides i potents de l'època, essent començaments dels 60 una de les preferides pels afeccionats a la velocitat, juntament amb la Bultaco Metralla 200 cc en el sector de mitjana cilindrada.
El 1962 aparegueren dos nous models, el 49 i el 49 Sport, que canviaren el xassís respecte als models anteriors, ara ja de tipus bressol i espina de peix. El model 49 compartia el motor amb l'antic Repris però el 49 Sport en muntava un altre que desenvolupava una potència de 4,5 CV i s'acostava als 90 km/h de velocitat màxima.
A partir d'aquest moment, es començaren a succeir una llista de models amb variacions purament estètiques respecte als de 1962, amb les denominacions S8, S9, S10, S12, S15, S16 per als models de carretera i S20, S21 i S30 per als de fora d'asfalt.

### Decadència als anys 70
A partir d'aleshores l'empresa es començà a orientar a poc a poc cap a l'estampació d'elements per a automoció. La manca de recursos emprats a l'època en el sector del ciclomotor, acompanyada de la minva en la demanda (que començava a reorientar-se cap a l'automòbil), provocà el defalliment de la marca en el mercat del ciclomotor. Malgrat tot, l'any 1981 es produí un nou intent de revitalitzar el mercat tot llançant dos nous models: el Ducson automàtic de ciutat i l'XL 50 per a fora de carretera, ambdós dotats de sengles motors italians Franco Morini. Aquests dos foren els darrers models de ciclomotor produïts per l'empresa.
Finalment, el 1988 s'abandonà la producció de ciclomotors i l'empresa reprengué la seva activitat anterior, tornant a fabricar components per a la indústria motociclista durant uns anys, fins que va tancar definitivament les portes.

### Galeria d'imatges

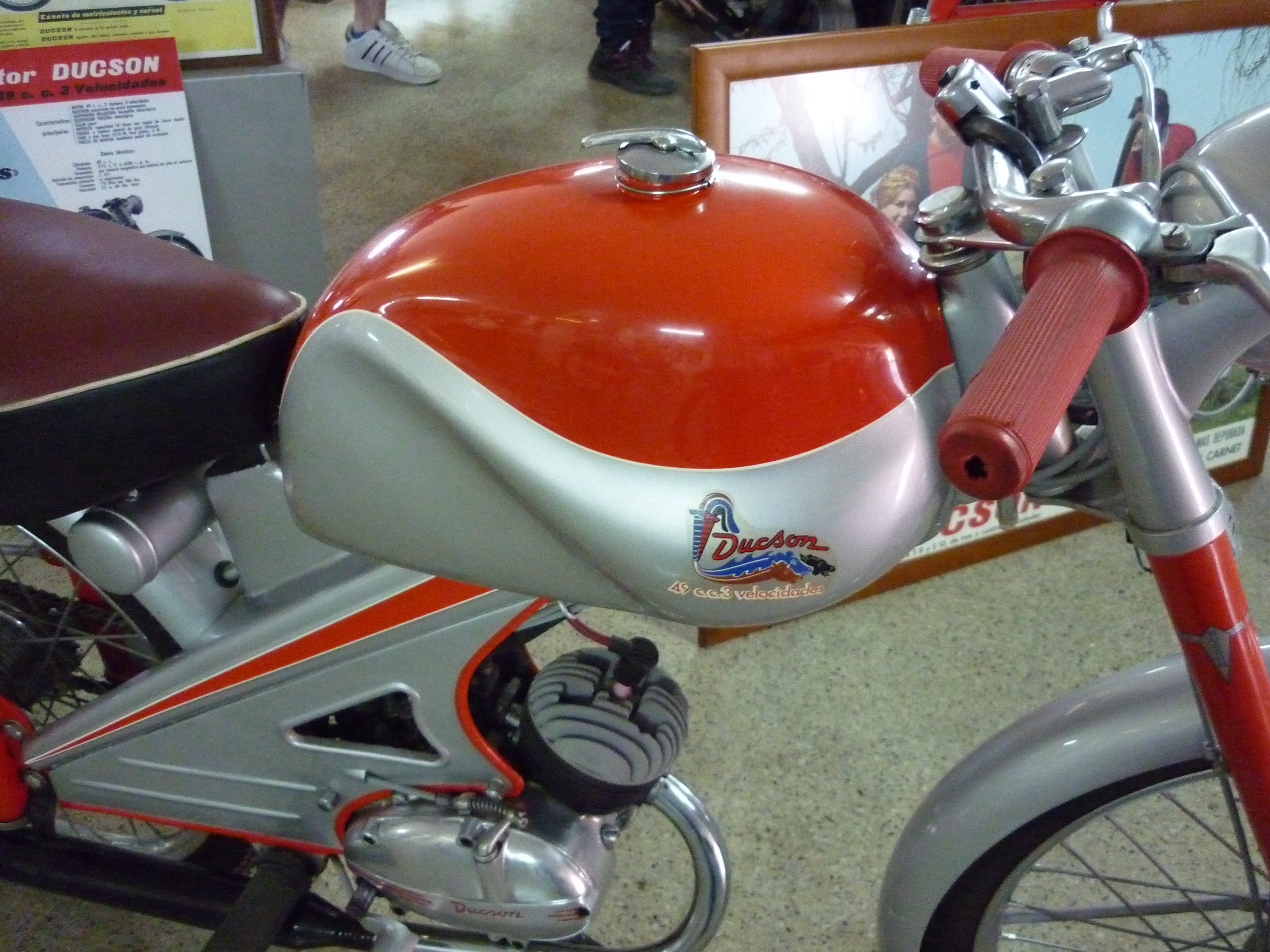
Detall del dipòsit de la Repris.
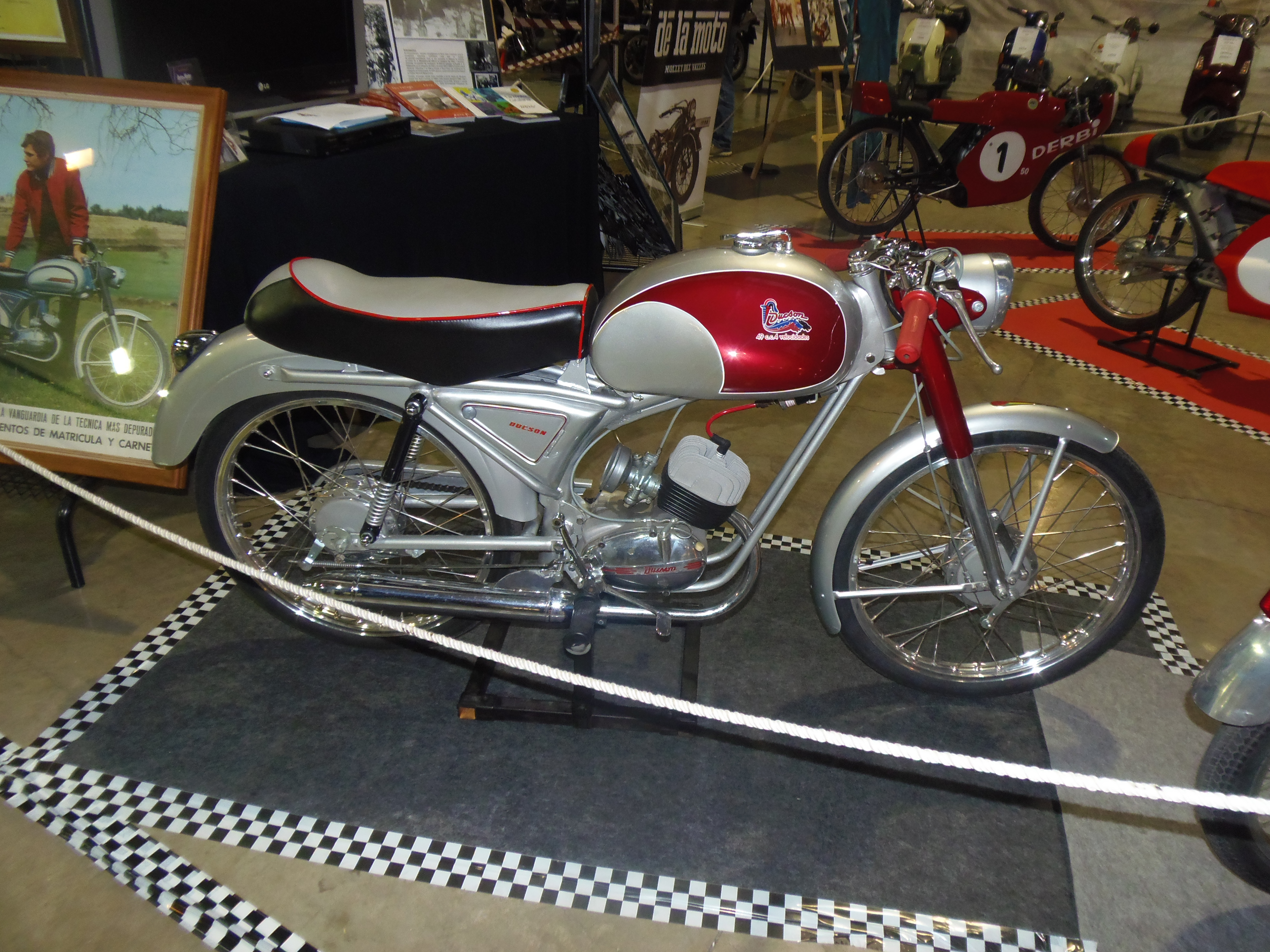
Ducson 49 4V (cap a 1962).
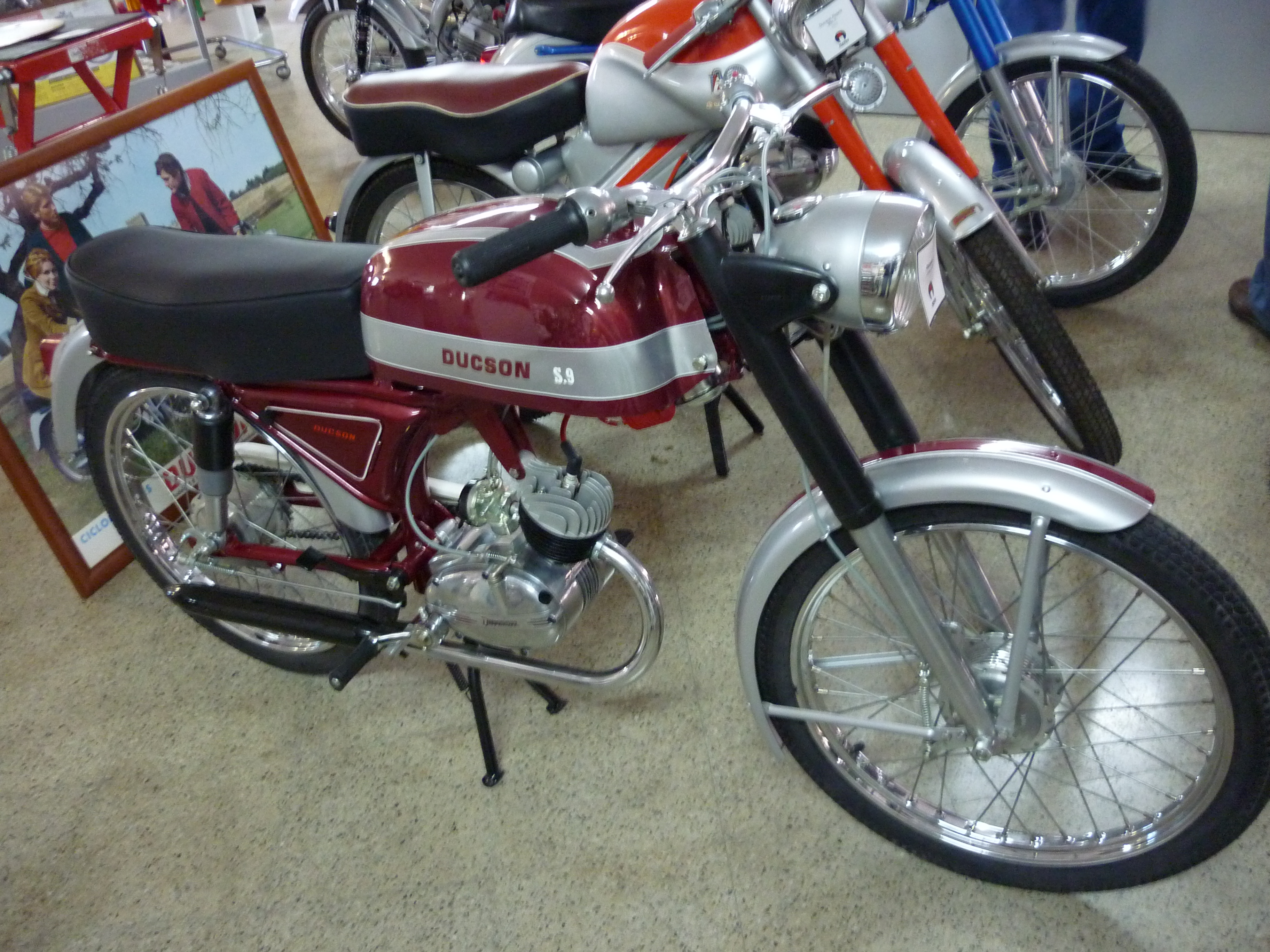
Ducson S9 (cap a 1962).
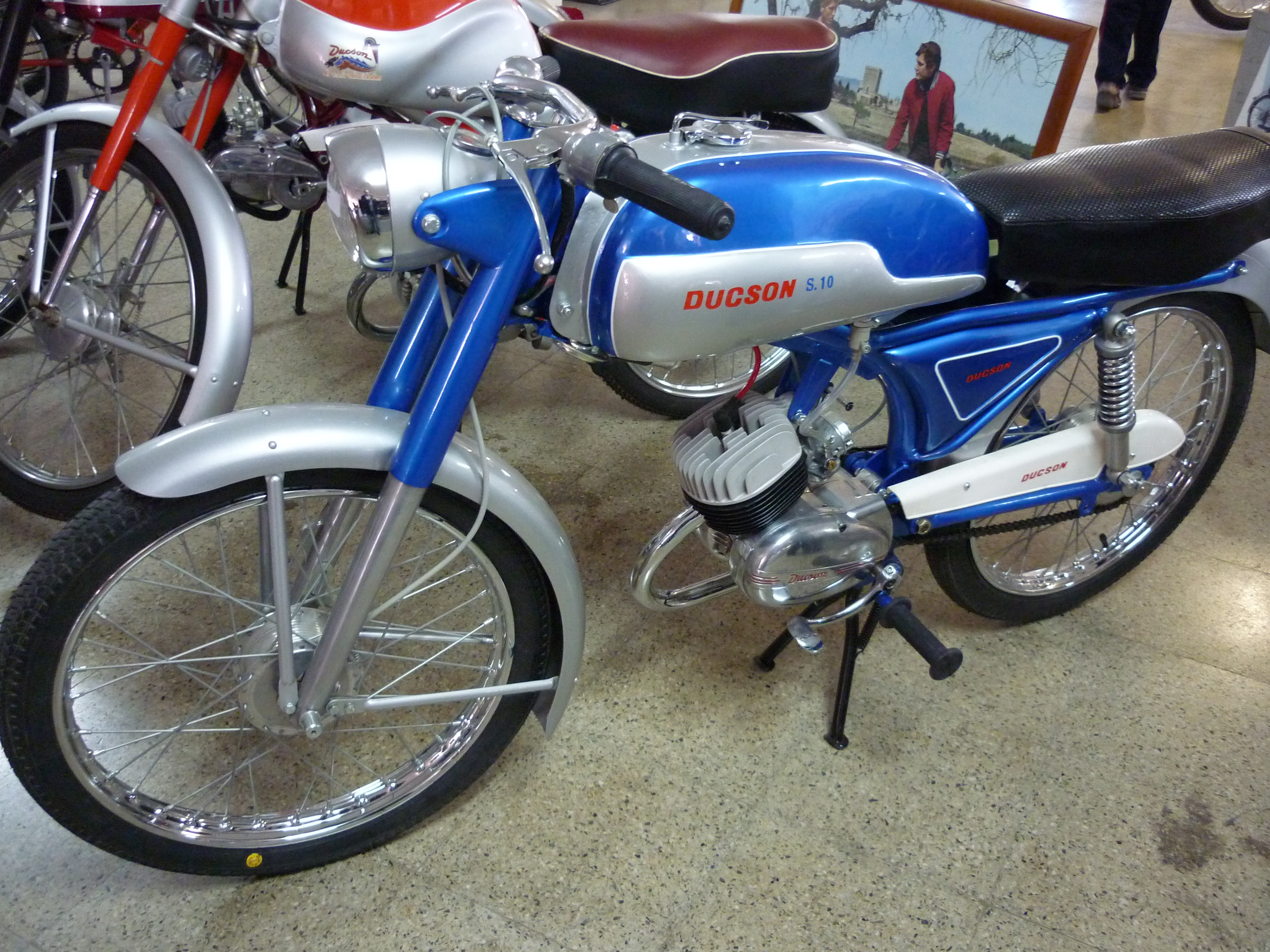
Ducson S10 (mitjan anys 60).
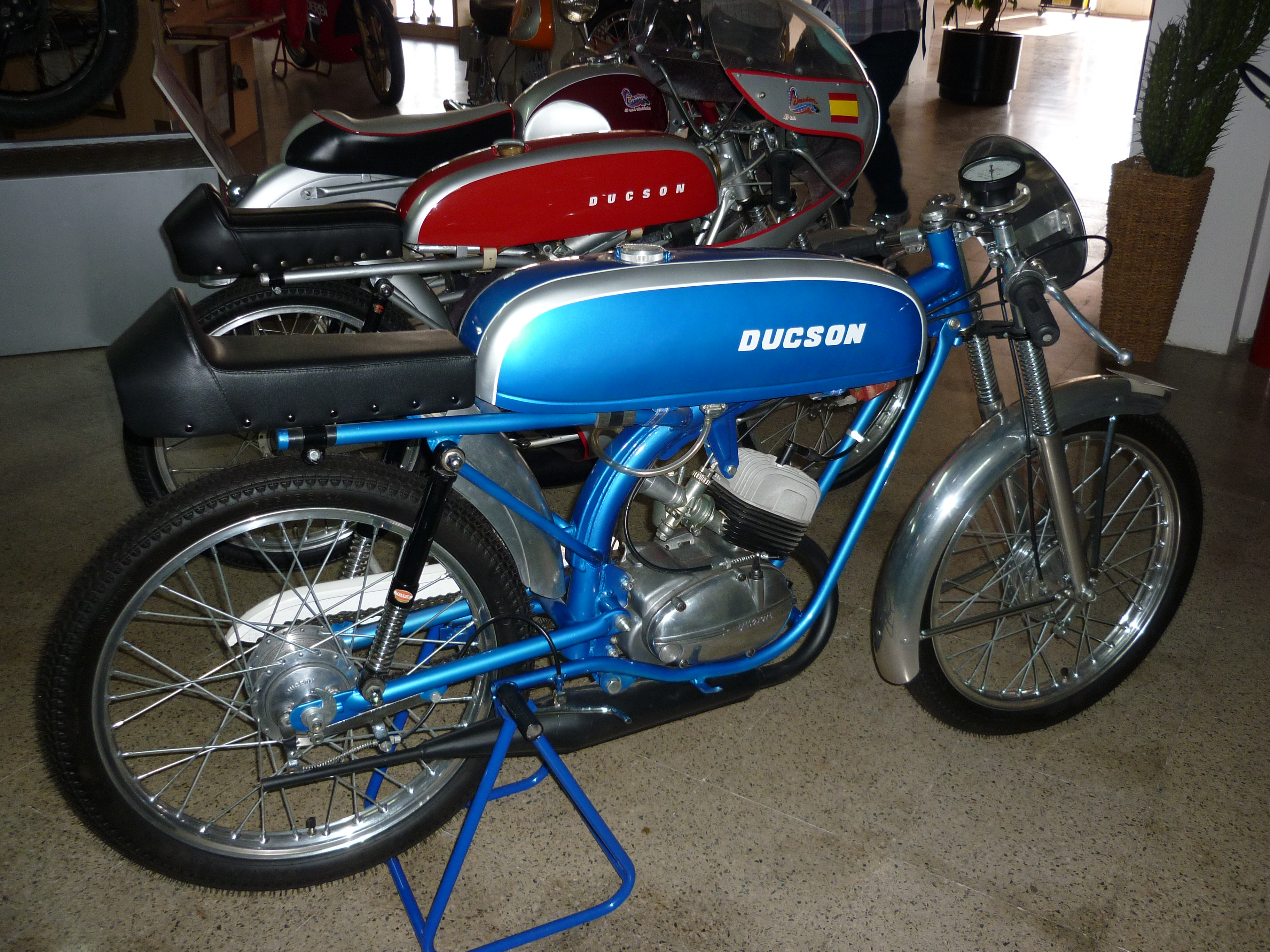
Models de competició.

## Competició

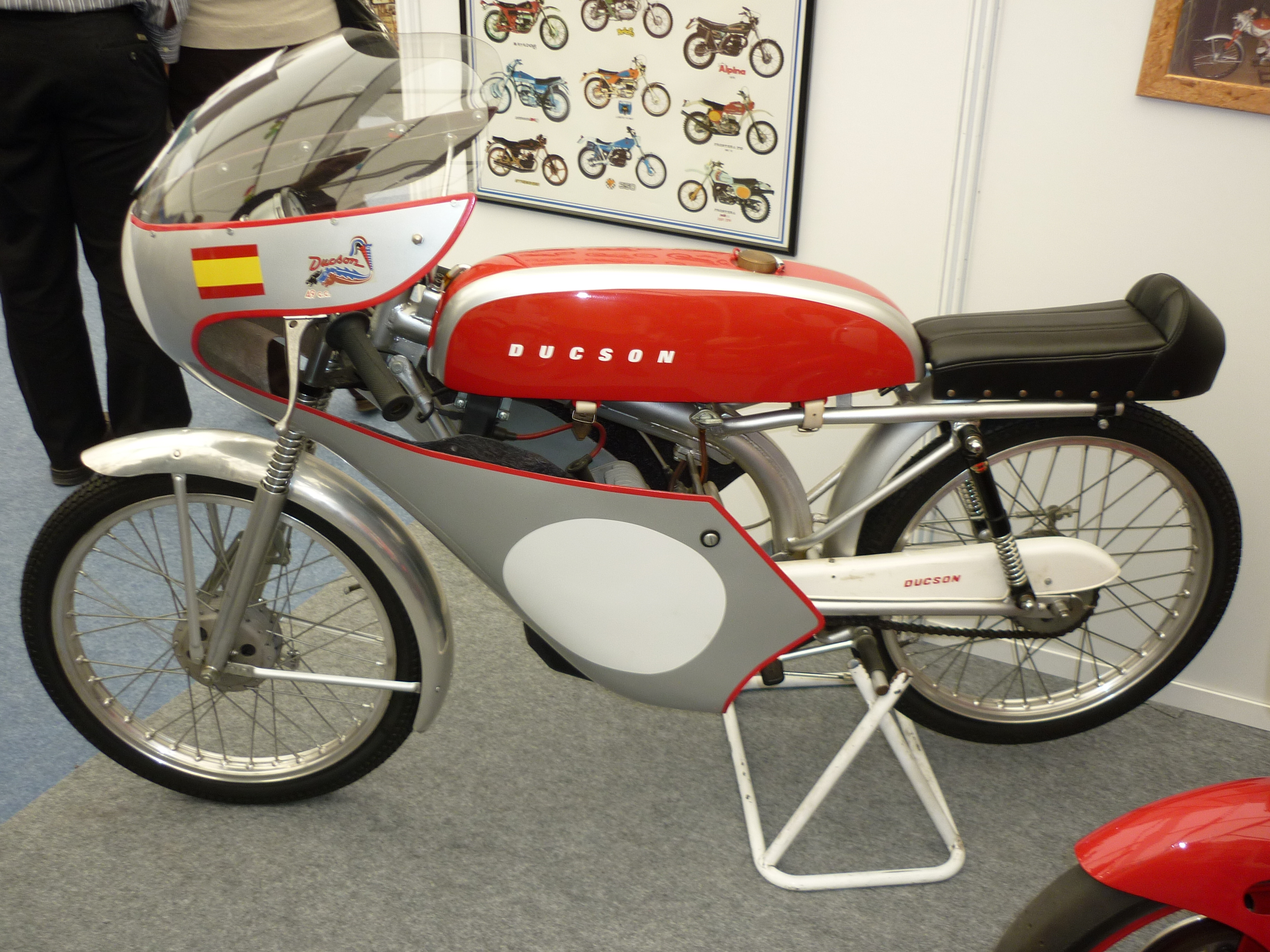
Ducson de competició (anys 60)

Les Ducson foren molt populars en competicions de velocitat de petita cilindrada durant els 60, aconseguint-hi tota mena d'èxits. Entre els principals motociclistes que les pilotaren hi destacaren Pere Auradell, qui aconseguí molts podis, Ricard Fargas, el valencià César Gracia i Ramon Torras, qui abans de fitxar per Bultaco va córrer amb Ducson guanyant moltes vegades a rivals que pilotaven motocicletes de més cilindrada, especialment en pujades de muntanya.
Els germans Solá fabricaren força prototipus especialment per a les curses, fent-los competir en Grans Premis importants com ara el de Barcelona disputat al Circuit de Montjuïc. També el britànic Bill Ivy va pilotar una Ducson en un Gran Premi celebrat al Circuit de Brands Hatch, quedant segon a la categoria de 50 cc a una velocitat mitjana de 105,44 km/h.
Com a anècdota, el múltiple Campió del Món de motociclisme Ángel Nieto va fer servir una Ducson Repris per a desplaçar-se de Madrid a Catalunya a començaments dels anys 60, amb la intenció de cercar feina en alguna fàbrica de motocicletes. Finalment, en trobà a Derbi, marca amb què triomfaria com a pilot pocs anys després.

## Tecnologia

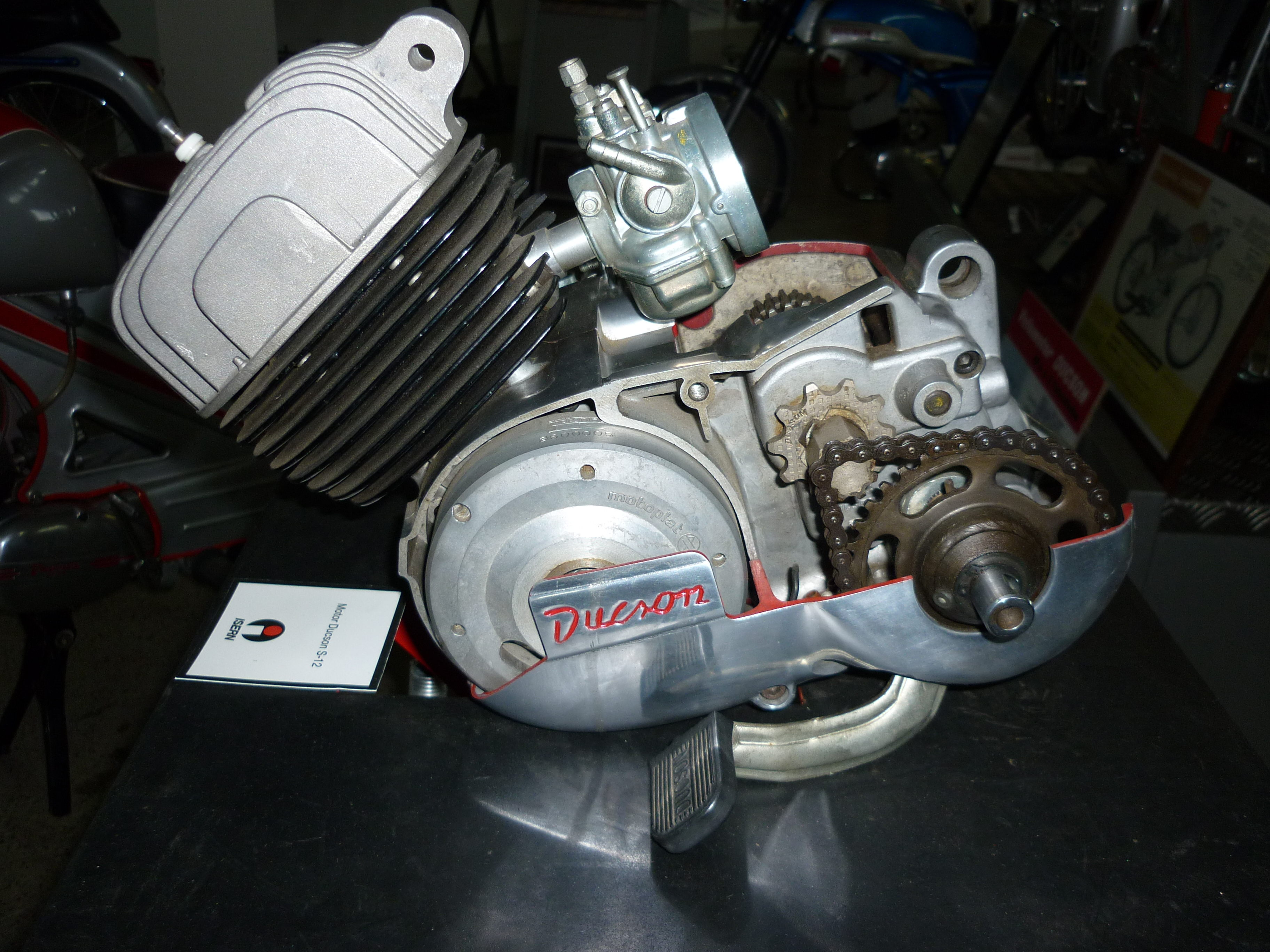
Motor de Ducson S-12, 49cc

Malgrat els seus limitats mitjans, els germans Solá aconseguiren uns motors de gran fiabilitat i espectaculars prestacions. Els seus motors eren gairebé irrompibles, arribant al sostre de resistència dels materials utilitzats, en gran manera fabricats també per ells mateixos.
Els pistons eren A.L.B. de forja i mecanitzats per ICSA, els segments eren de fabricació pròpia i els motors eren derivats del DEM italià molt millorats. Aquests motors eren modificats artesanalment i se'ls hi instal·laven més velocitats (sovint vuit o més), més aletejat de cilindre i culata, tubs d'escapament que primer es feien rectes per a provar-los al banc de proves i, un cop aconseguits, es corbaven per a muntar-los a la moto.
El banc de proves que feien servir era també de fabricació casolana, amb un braç de palanca d'un metre que recolzava sobre un pes de cuina i amb una dinamo a la qual se li aplicava càrrega.
Els carburadors que muntaven eren els Zhenit de 18 mm, que era el més elemental i barat del mercat i només el feien servir els models econòmics de Bultaco i d'altres marques, però els germans Solá els milloraven especialment a la presa d'aire. Eren tan perfectes que de cara a les curses de València li enviaven a César Gracia dues motos (que canviaven cada tres curses), sense tocar-ne mai la carburació.
Altres innovacions en les Ducson foren experiments amb el canvi de marxes, combinant-ne el selector del manillar i el del peu (amb la qual cosa aconseguiren ajustar més els desenrotllaments sobre la marxa), o el fre del davant basat en el de les bicicletes però molt sobredimensionat, tan efectiu que fins i tot Honda l'adoptà després.